# Dakkada FC
Dakkada FC este un club de fotbal din Nigeria, fondat în 2004, își are sediul în orașul Uyo. Echipa concurează în prima ligă, primul eșalon al fotbalului nigerian.